# Kurt Jerschke
Kurt Jerschke (* 30. Juni 1872 in Lähn, Landkreis Löwenberg, Provinz Schlesien; † 17. Oktober 1948 in Königstein im Taunus) war ein deutscher Verwaltungsbeamter.

## Leben
Kurt Jerschke, Sohn eines Bauunternehmers, studierte Rechtswissenschaft an der Kaiser-Wilhelms-Universität Straßburg. 1891 wurde er im  Corps Palatia Straßburg aktiv. Nach Abschluss des Studiums und Promotion zum Dr. jur. wurde er zunächst Gerichtsassessor. Er trat dann in den Verwaltungsdienst des Reichslandes Elsaß-Lothringen über. 1899 wurde er Regierungsassessor und 1907 Regierungsrat. 1908 wurde er Referent im Ministerium des Innern in Straßburg. Von 1913 bis 1918 war er Kreisdirektor des Kreises Hagenau. Ende 1918 wurde er in den preußischen Verwaltungsdienst übernommen. Von 1919 bis 1932 war er Landrat des Kreises Glogau. Im November 1932 wurde er Vizepräsident des Regierungsbezirks Kassel. Obwohl er nicht der NSDAP angehörte, wurde er im Juni 1933 Vizepräsident des Oberpräsidiums von Hessen-Nassau. 1937 wurde er pensioniert. Erst nach der Pensionierung trat er der NSDAP bei; denn nach eigenen Angaben befürchtete er Nachteile, vor denen er während seiner Dienstzeit beamtenrechtlich geschützt gewesen sei. Von Ende 1937 bis September 1938 war er kommissarischer Vorsteher des Niedersächsischen Sparkassen- und Giroverbands in Hannover. Während des Zweiten Weltkriegs war er Zwangsverwalter der sich in ausländischem Besitz befindenden Maschinenfabrik Turner AG und Boston Blacking Company GmbH. Zuletzt lebte er in Königstein im Taunus, wo er 1948 an Speiseröhrenkrebs starb.

## Auszeichnungen
- Charakterisierung als Geheimer Regierungsrat (1912)

## Schriften
- Der Liquidator der offenen Handelsgesellschaft, 1895